# Max Frenzel (Politiker, 1891)
Max Frenzel (geboren am 9. April 1891 in Nürnberg; gestorben am 18. Oktober 1975 in Ludwigshafen am Rhein) war ein deutscher Politiker (KPD) und Gewerkschafter.

## Leben
Der gelernte Schlosser war das jüngste von sieben Kindern einer Arbeiterfamilie. Im Ersten Weltkrieg wurde er 1914 zum Kriegsdienst eingezogen und nach einer Verwundung 1915 zum Garnisonsdienst nach Ludwigshafen versetzt. Nach seiner Entlassung aus der Armee 1916 arbeitete er im dortigen BASF-Werk.
Frenzel trat 1909 der SPD und der Gewerkschaft bei. 1917 wechselte er zur USPD. Seit 1918 in Kontakt mit dem Spartakusbund stehend, gehörte Frenzel Ende 1919 zu den sieben Gründern der KPD-Ortsgruppe Ludwigshafen. Frenzel war am Aufbau der KPD-Organisation in der Pfalz beteiligt. 1920 führte er die kommunistische Opposition im Deutschen Metallarbeiter-Verband in Ludwigshafen an, dessen Führung mehrheitlich der USPD angehörte. Im Juli 1922 wurde Frenzel als Nachfolger von Hans Weber Bezirksvorsitzender der KPD für die Pfalz. Im März 1922 wurde er zusammen mit weiteren Kommunisten wie Fritz Baumgärtner in den Arbeiterrat der BASF gewählt. Im November 1922 entließ das Chemieunternehmen Frenzel und zwei weitere kommunistische Betriebsräte, weil sie an einem Betriebsrätekongreß teilgenommen hatten. Ein mehrwöchiger Solidaritätsstreik gegen die fristlosen Entlassungen, der sich von der BASF auf weitere Fabriken in Ludwigshafen ausweitete, blieb erfolglos. Ab Mitte 1924 arbeitete Frenzel als hauptamtlicher Orgleiter des KPD-Bezirks Rhein-Saar (später umorganisiert in den Bezirk Pfalz). Im Dezember 1924 wurde er in den Stadtrat von Ludwigshafen gewählt, wo er den Vorsitz der KPD-Fraktion übernahm. Frenzel gehörte zu einer Gruppe von KPD-Funktionären, die wegen ihres Kampfes gegen die Pfälzer Separatisten Ende 1923 von der französischen Besatzungsmacht ausgewiesen wurden. Vorübergehend illegal im Saargebiet aktiv, wurde Frenzel 1924 verhaftet und zu drei Monaten Gefängnis verurteilt.
Wie zahlreiche Pfälzer Kommunisten gehörte Frenzel zum ultralinken Flügel der Partei und war ein „prominenter Vertreter“ der Weddinger Opposition. Im Januar oder Februar 1928 schloss die KPD-Führung unter Ernst Thälmann Frenzel aus der Partei aus. Bei der Reichstagswahl 1928 war er Spitzenkandidat der Alten Kommunistischen Partei (AKP), einem Bündnis aus Weddinger Opposition und dem Leninbund im Wahlkreis Pfalz. Die AKP blieb mit rund 3.100 Stimmen oder 0,76 Prozent im Wahlkreis bedeutungslos. Im Dezember 1929 wurde Frenzel für den Wahlvorschlag Linke Opposition der KPD wieder in den Ludwigshafener Stadtrat gewählt, dem er bis 1933 angehörte. Frenzel war Mitglied der Reichsleitung der Vereinigten Linken Opposition der KPD – Bolschewiki-Leninisten (VLO), die im April 1930 aus den Resten der Weddinger Opposition und der trotzkistischen Minderheit im Leninbund entstand. Bereits seit 1929 stand Frenzel in Briefkontakt zu Trotzki. Bei der Spaltung der VLO 1931 schloss er sich der Minderheit um Kurt Landau, auch als Gruppe Funke bekannt, an. 
Nach seiner Entlassung als KPD-Funktionär war Frenzel länger arbeitslos, ehe er wieder als Schlosser arbeitete. In der Zeit des Nationalsozialismus wurde er drei Mal für kürzere Zeit inhaftiert.
Nach der Befreiung vom Nationalsozialismus wurde Frenzel entgegen den Vorgaben der Parteiführung wieder Mitglied der KPD, nachdem er eine Loyalitätserklärung abgegeben hatte. Ab April 1945 gehörte er dem Beirat der Stadt Ludwigshafen an, einem von der Besatzungsmacht ernannten Gremium. Von November 1945 bis Januar 1949 amtierte er als Zweiter Bürgermeister der Stadt. In der KPD gehörte Frenzel ab 1946 der pfälzischen Bezirksleitung und der Landesleitung Hessen-Pfalz an. Im Februar 1951 wurde er erneut aus der KPD ausgeschlossen. Grund war seine Weigerung, sich öffentlich von Fritz Baumgärtner zu distanzieren, der kurz zuvor ausgeschlossen worden war. Von 1949 bis 1957 arbeitete Frenzel als Sekretär der IG Metall und war Beisitzer im Landesvorstand der Gewerkschaft. 1971 wurde er mit dem Ehrenring der Stadt Ludwigshafen ausgezeichnet.
Frenzels Sohn Waldemar (1926–1996) trat 1956 von der KPD zur SPD über und engagierte sich als Gewerkschafter und Kommunalpolitiker in Ludwigshafen. 1979 wurde er mit dem Bundesverdienstkreuz ausgezeichnet. Die SPD-Bundestagsabgeordnete Doris Barnett ist eine Enkelin Max Frenzels.